# Actina apicalis
Actina apicalis är en tvåvingeart som först beskrevs av Frey 1960. Actina apicalis ingår i släktet Actina och familjen vapenflugor.
Artens utbredningsområde är Myanmar. Inga underarter finns listade i Catalogue of Life.